# Козлово (Печенгский сельсовет)
Козлово — деревня в Кирилловском районе Вологодской области.
Входит в состав Чарозерского сельского поселения, с точки зрения административно-территориального деления — в Печенгский сельсовет.
Расстояние до районного центра Кириллова по автодороге — 108,6 км, до центра муниципального образования Чарозера по прямой — 21 км. Ближайшие населённые пункты — Шухтино, Мережино, Русино, Бархатово, Левково, Королево.
По переписи 2002 года население — 12 человек.